# Carta de Calatayud
Carta de Calatayud fou un pacte entre el Reyno de las Españas i el Reyno de Canarias signat el 30 de maig de 1481 a Calataiud, capital d'Aragó, per Tenesor Semidan en nom del Regne de Canàries, i Ferran el Catòlic, rei d'Aragó, en nom dels Regnes de les Espanyes. El pacte consistia en la incorporació de Canàries als regnes cristians, així com a la Corona de les Espanyes a canvi del respecte a les estructures polítiques i socials, als costums culturals i a la llibertat dels guanxes. La terra deixava de ser un bé de l'Estat per a passar a mans privades. Els comandaments de l'exèrcit espanyol obtenien terres, així com els diferents menceyes (reis tribals) que quedaven com a responsables polítics.